# Steny Hoyer
Steny Hamilton Hoyer (New York, 14 giugno 1939) è un politico e avvocato statunitense, membro della Camera dei Rappresentanti per lo stato del Maryland dal 1981. Hoyer ha ricoperto posizioni di rilievo nel caucus del Partito Democratico alla Camera dei Rappresentanti, essendo stato dal 2003 al 2023 prima Whip e poi Leader per il Partito Democratico.

## Biografia
Nato a New York da padre danese, Hoyer crebbe nel Maryland e si laureò in legge alla Georgetown University.
Dopo alcuni incarichi nella politica statale, nel 1981 Hoyer approdò alla Camera dei rappresentanti come esponente del Partito Democratico, in seguito alla rimozione dal Congresso della deputata in carica Gladys Spellman, finita in coma nel novembre del 1980.
Negli anni seguenti Hoyer fu rieletto quindici volte, sempre con alte percentuali di voto.
Dal 2003 al 2007 ha ricoperto la carica di House Minority Whip, è stato cioè il vice della leader di minoranza alla Camera Nancy Pelosi. Nel 2007 la Pelosi venne nominata Presidente della Camera e Hoyer divenne leader di maggioranza. Il 3 gennaio 2011, poiché i democratici hanno perso il controllo della Camera, la Pelosi è tornata ad essere leader di minoranza e Hoyer è tornato a svolgere l'incarico di suo vice. Tuttavia, a seguito delle elezioni parlamentari del 2018, i democratici hanno riconquistato la Camera. La Pelosi ha dunque, ripreso il ruolo di Presidente della Camera, mentre Hoyer diventò nuovamente leader di maggioranza.
Steny Hoyer è giudicato un democratico liberale e le sue posizioni politiche sono generalmente in linea con quelle del partito.